# 小畑信良
小畑 信良（おばた のぶよし、1897年（明治30年）3月29日 - 1976年（昭和51年）5月30日）は、日本の陸軍軍人。最終階級は陸軍少将。兄に小畑英良。

## 経歴
大阪府出身。地主・小畑万治郞の七男として生まれる。茨木中学校卒。日本軍において、輜重兵科として陸軍大学校に入校し卒業した数少ない将校であった。
太平洋戦争開戦前の1941年（昭和16年）2月初め以来、参謀本部第1部内で小畑を長とする研究班が設置され、秘密裏に南方占領地行政に関する研究を行う。
1943年（昭和18年）3月には第15軍参謀長に着任。第15軍司令部で後のインパール作戦が起案された際、小畑はアラカン山系のジャングルを越える作戦実施は不可能と判断して作戦に反対した。この時、小畑は航空偵察で予想進撃路の視察を行い、峻厳な山岳部では兵站の整備が困難であると認識しており、牟田口廉也第15軍司令官に作戦の中止を求めたものの、却下された。このため小畑は第15軍下の第18師団長田中新一中将に説得の協力を依頼、田中は4月20日に開かれた兵団長会同の席上で牟田口に再考を促したが、同時に「小畑が牟田口に直接意見具申すべきで、統率上問題である」と述べる。これがもとで牟田口の逆鱗に触れて5月には参謀長を解任された。解任された小畑は牟田口を翻意させるべく試みたが力及ばなかった旨を武藤章に報告している。
関東軍情報部奉天支部長に転じ、その後第44軍参謀長としてソ連軍の満州侵攻を迎え、シベリアに抑留された。1948年（昭和23年）1月31日、公職追放仮指定を受けた。1956年（昭和31年）12月に帰国した。

## 年譜
- 1915年（大正4年）12月 陸軍士官候補生
- 1918年（大正7年）5 月 陸軍士官学校卒業（30期恩賜） 
  - 12月 輜重兵少尉・輜重兵第17大隊附
- 1922年（大正11年）3月 輜重兵中尉
- 1924年（大正13年）11月 陸軍大学校卒業（36期）
- 1925年（大正14年）12月 参謀本部附
- 1927年（昭和2年）3月 輜重兵大尉・参謀本部部員 
  - 7月 駐米日本大使館附武官補佐官
- 1929年（昭和4年）8月 参謀本部附 
  - 10月 参謀本部部員
- 1931年（昭和6年）3月 陸軍自動車学校教官
- 1932年（昭和7年）6月 陸軍大学校教官
- 1933年（昭和8年）8月 輜重兵少佐
- 1934年（昭和9年）8月 第7師団参謀
- 1935年（昭和10年）1月 独立混成第11旅団参謀 
  - 12月 陸軍大学校教官
- 1937年（昭和12年）8月 輜重兵中佐
  - 10月 第10軍後方参謀
- 1938年（昭和13年）3月 陸軍大学校教官
- 1939年（昭和14年）3月 輜重兵大佐
- 1940年（昭和15年）5月 近衛輜重兵連隊長
- 1941年（昭和16年）2月 大本営参謀 
  - 5月 陸軍大学校教官
  - 11月 南方軍参謀（第2課長）
- 1942年（昭和17年）2月 近衛師団参謀長
- 1943年（昭和18年）3月 少将・第15軍参謀長 
  - 5月 関東軍情報部奉天支部長（奉天特務機関長）
- 1944年（昭和19年）10月 関東防衛軍参謀長
- 1945年（昭和20年）5月 第44軍参謀長 
  - 8月 シベリア抑留
- 1956年（昭和31年）12月 復員

## 親族
- 妻 小畑富子 藤津準一（陸軍少将）の娘。
- 兄 小畑英良（陸軍大将、グァム島で玉砕【戦死】した第31軍司令官）、小畑薫良（外務省翻訳官、日本国憲法草案を翻訳）、小畑忠良（内閣企画院次長）。